# Ковальчук Всеволод Владиславович
Ковальчук Всеволод Владиславович (нар. 7 жовтня 1978, Слов'янськ, Донецька область, УРСР) — український бізнесмен, керівник ПрАТ «Укренерго» з жовтня 2015 по лютий 2020 р.

## Освіта
Закінчив КНУ ім. Шевченка за спеціальністю «менеджмент організацій» та НТУУ «Київський політехнічний інститут імені Ігоря Сікорського» за спеціальністю «електротехніка та електротехнології». Здобув МВА в Київській міжнародній бізнес-школі.

## Початок кар'єри
Почав працювати в 14 років у районному відділі народної освіти, долучився до розробки та підтримки програмного забезпечення для нарахування заробітної плати, обліку малоцінних та швидкозношуваних предметів.
З початку 2000-х діяльність Ковальчука була пов'язана з нерухомістю, деревообробкою, меблями, будівельними матеріалами, а також роботою у державних підприємствах де, зокрема, займався аналітикою та реформуванням.
У 2001 році працював у сфері нерухомості менеджером з продажу, а згодом керівником відділу збуту у ІТ компанії  «Формула А».  
У 2005 році Ковальчук заснував торговельну компанію, ЗАТ «Рейзорс дистрибьюшн компані».
До 2007 року працював на різних посадах в НАК «Нафтогаз України», від головного фахівця аналітичного відділу та відділу стратегічних досліджень до директора Департаменту інформаційно-аналітичного забезпечення.
Ковальчук також заснував ТОВ «Торговий дім Домінаторе груп Україна» що спеціалізувалось на деревообробці, виробництві меблів та торгівлі.
У 2008 році працював у ДП НАЕК «Енергоатом» на посаді виконавчого директора з економічної політики та аналізу.
У 2010 році вперше приєднався до Укренерго, де на той час був експертом з питань інвестицій та капітального будівництва, заступником директора з капітального будівництва та інвестицій, а також радником керівника групи управління проектами «Будівництво Щолкінської ПГЕС».
У 2013 році заснував ТОВ «Українські лісові ресурси», підприємство у сфері виробництва та деревообробки.

## Робота в Укренерго
В Укренерго Ковальчук почав працювати з 2010 року на посаді експерта з питань інвестицій та капітального будівництва, заступником директора ДП "НЕК «Укренерго». Потім став керівником групи управління проектом «Будівництво Щолкінської ПГЕС». Звільнився у 2013 році.
З 25 лютого 2015 р. призначений на посаду першого заступника директора ДП "НЕК «Укренерго».

### Реформи Укренерго
Всеволод Ковальчук ініціював та реалізував реформу корпоративного управління ДП "НЕК «Укренерго». Було ухвалено новий статут компанії. Завдяки проведеній реформі корпоративного управління стратегічний контроль за діяльністю держпідприємства став здійснюватися через Наглядову Раду. Із семи членів наглядової ради четверо — незалежні директори, обрані спеціальним комітетом при Мінекономрозвитку та затверджені Кабінетом Міністрів України. Головна мета реформи — запровадження компетентного, прозорого та неупередженого контролю над менеджментом компанії.
Під керівництвом Ковальчука Укренерго розпочала співпрацю з Ініціативою з прозорості інфраструктури CoST (Construction Sector Transparency Initiative) та Transparency International Ukraine.. Таким чином компанія впровадила міжнародні стандарти із розкриття інформації та максимальній прозорості будівництва об'єктів енергетичної інфраструктури. За результатами аналізу ефективності інвестиційних проектів Укренерго CoST визнало цю компанію найпрозорішою серед державних підприємств.
У 2017 році Ковальчук запровадив «єдине вікно» для подачі документів на приєднання об'єктів генерації зеленої енергетики до мереж Укренерго.
Загалом з 2015 р. по 2017 р. завдяки активній боротьбі з корупцією в держзакупівлях Укренерго зекономило більше 8 млрд грн, знизивши, в середньому, ціни на обладнання та роботи на 40 %. Окрім закупівель, значну частку економії дали нові підходи до інвестиційної політики компанії: комплексний підхід до модернізації підстанцій та залучення дешевих коштів від міжнародних фінансових інституцій.
При управлінні В. Ковальчука 29 липня 2019 р. ДП "НЕК «Укренерго» було реорганізоване та перетворене на приватне акціонерне товариство (ПрАТ) "НЕК «Укренерго».

### Інтеграція до загальноєвропейської енергосистеми (ENTSO-E)
Ключовою метою діяльності Укренерго щодо розвитку магістральних електромереж Всеволод Ковальчук визначив інтеграцію ОЕС України із загальноєвропейською енергосистемою ENTSO-E.
28 червня 2017 року в Брюсселі під час Асамблеї ENTSO-E він підписав «Угоду про умови майбутнього об'єднання енергосистеми України та Молдови з енергосистемою континентальної Європи». 7 липня вона набула чинності. У листопаді 2017 р. Укренерго затвердило план заходів із синхронізації ОЕС України із енергооб'єднанням країн ЄС до 2023 року. У грудні 2018 р. план заходів було затверджено урядом України.
Об'єднання ОЕС України з мережею ENTSO-E вирішує одразу кілька стратегічних завдань. За рахунок приведення характеристик української енергосистеми у відповідність до стандартів ENTSO-E підвищується її надійність та стабільність. Скасовується залежність української ОЕС від Російської енергосистеми (з якою вона на той час була синхронізована). Це посилює енергетичну безпеку країни.
Синхронізація з ENTSO-E відкриває широкі можливості для приходу в Україну європейських постачальників електричної енергії та запровадження власного конкурентного ринку електроенергії, де всі його учасники (виробники, трейдери, споживачі) мають однаково вільний доступ до електромереж та решти ресурсів.
В травні 2019 р. керуючий директор ENTSO-E зі стратегії та комунікацій Сюзан Ніс (Susanne Nies) відзначила значний прогрес у співробітництві з Укренерго.

### Впровадження нової моделі ринку електроенергії
Протягом 2018—2019 років Укренерго створило систему керування ринком — платформу Market management system (MMS). 1 липня 2019 р., коли в Україні розпочала працювати нова модель ринку електроенергії, Всеволод Ковальчук відзвітував, що MMS працює, і Укренерго технічно готове до роботи у новій інфраструктурі ринку.
Водночас керівник Укренерго зазначив, що нова модель ринку починає працювати в умовах, коли серед виробників електроенергії обмежена конкуренція, але встановлені НКРЕКП цінові обмеження (price caps) для різних ринкових сегментів стримують ринок від стрімкого зростання цін на електроенергію. Але незважаючи на ці заходи, за підсумками перших десяти днів роботи ринку середньозважена кінцева ціна електроенергії для промислових споживачів зросла на 30 % в порівнянні з ціною в червні.
Також в процесі створення конкурентного ринку електроенергії Укренерго було розроблено проекти низки ключових регуляторних актів. Зокрема Кодексу системи передачі, Кодексу комерційного обліку, Правил ринку електроенергії тощо.
26 лютого 2020 року Всеволод Ковальчук залишив посаду в.о. голови правління НЕК «Укренерго».

## Подальша кар'єра
2020 року Всеволод Ковальчук заснував компанію Акваферма Тилігул, проєктом якої було створення найбільшої в Європі ферми закритого типу з вирощування тихоокеанської креветки на березі Тилігульського лиману на Миколаївщині. Компанія займається вирощуванням тихоокеанських креветок під торговою маркою Merman's. Ковальчук був ініціатором та керуючим партнером.
У 2021 році Ковальчук став співвласником Алюмаджик, компанії з виробництва моторних човнів.
Крім того, його родині належить корпоративний інвестиційний фонд Авра.

## Родина
- Дід — Ковальчук Микола Силович — український педагог, краєзнавець та літератор.
- Батько — кандидат економічних наук, професор Владислав Ковальчук.
- Мати — кандидат педагогічних наук, доцент Валентина Ковальчук.
- Одружений, дружина — Ковальчук Ірина Андріївна. Виховують трьох синів.